# Hallo Spaceboy
Hallo Spaceboy är en låt av den engelska artisten David Bowie som släpptes 1995 som en del av albumet Outside. B-sidan är låten Under Pressure (som Bowie skrivit tillsammans med Queen), The Hearts Filthy Lesson och Moonage Daydream. Låten följer den sista delen av historien om Major Tom.
Major Toms historia börjar i Space Oddity (1969) med att han åker ut i rymden och att hans farkost går sönder, den fortsätter sedan med att Major Tom blir heroinberoende i Ashes to Ashes och till slut dör han i Hallo Spaceboy.
Låten fick ett bra betyg av kritiker. 
1. 1 2  ”David Bowie” (på engelska). Wikipedia. 2024-04-08. https://en.wikipedia.org/w/index.php?title=David_Bowie&oldid=1217890461. Läst 11 april 2024.
2. ↑  ”Ashes to Ashes (David Bowie song)” (på engelska). Wikipedia. 2024-03-26. https://en.wikipedia.org/w/index.php?title=Ashes_to_Ashes_(David_Bowie_song)&oldid=1215739388. Läst 11 april 2024.
3. ↑  ”Hallo Spaceboy” (på engelska). Wikipedia. 2024-03-17. https://en.wikipedia.org/w/index.php?title=Hallo_Spaceboy&oldid=1214266844. Läst 11 april 2024.